# 利特罗陨石坑
利特罗陨石坑（Littrow）是位于月球正面澄海东侧的一座撞击坑，其名称取自奥地利天文学家约瑟夫·约翰·冯·利特罗夫（Joseph Johann von Littrow，1781年-1840年），1935年被国际天文学联合会批准接受。

## 描述

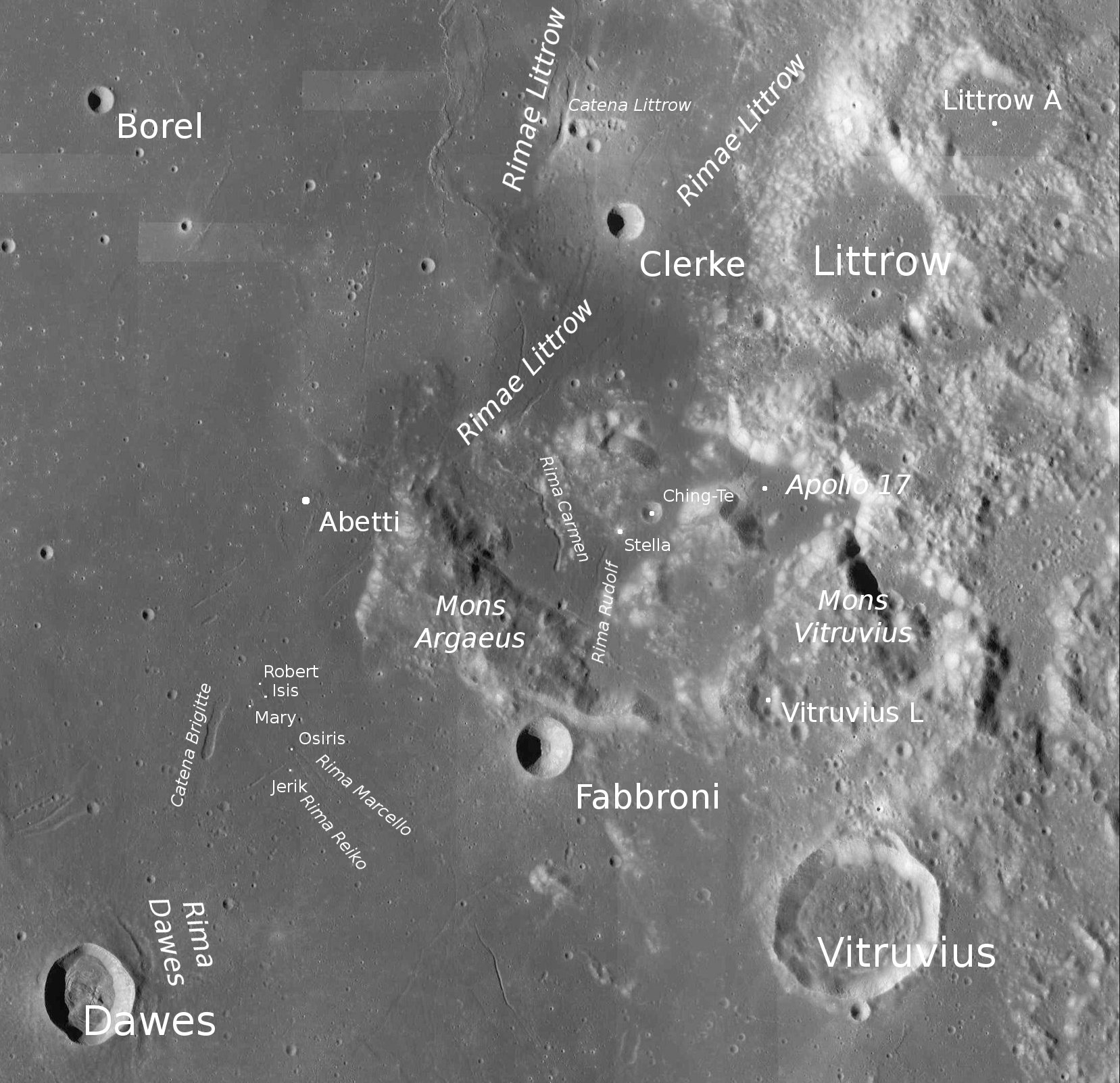
利特罗陨石坑的周边，月球勘测轨道飞行器拍摄。

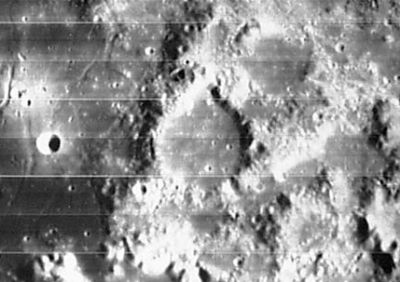
利特罗陨石坑(图中)

该陨坑西侧靠圆杯状的克勒克陨石坑、北面坐落了更大的勒莫尼耶环形山，布儒斯特陨石坑及弗兰克陨石坑位于它的东北偏东、东南和南面横亘了更大的马拉尔第陨石坑和维特鲁威陨石坑，而它的西南则是更小的景德陨石坑。此外，利特罗陨石坑的西面分布有利特罗月溪及利特罗链坑；东侧濒临爱湾；而它的南面和西南则分别坐落了高耸的维特鲁威山和阿尔加山。该陨坑中心月面坐标为21°30′N 31°23′E / 21.5°N 31.39°E，直径28.52公里，深约1.98公里。
利特罗陨石坑外观轮廓类似水滴状，北端呈外突的小尖角，整体坑壁已被严重侵蚀的磨损，尤其是沿南侧段分布有多处破裂的峪口。该陨坑残壁最大高出周边地形900米，内部容积约547立方千米。坑内地表已被熔岩淹没、抹平，除显示有一些细小的撞击坑个，没有其它醒目的地貌结构。

## 利特罗月溪
利特罗陨石坑的西北分布有一系列被统称为利特罗月溪的交叉沟壑，其中心月面坐标 22°28′N 30°28′E / 22.47°N 30.47°E，最大长度约165公里。该月溪西南偏南作为阿波罗17号降落点而闻名的陶拉斯-利特罗谷，该地点的西面有二座已被国际天文学联合会正式命名的小月坑，见下表：
| 陨石坑       | 经度    | 纬度    | 直径   | 名称来源            |
| ------------ | ------- | ------- | ------ | ------------------- |
| 景德陨石坑   | 20.0° N | 30.0° W | 4 公里 | 中国瓷都-江西景德镇 |
| 史黛拉陨石坑 | 19.9° N | 29.8° W | 1 公里 | 拉丁女性名          |

## 卫星陨石坑
按惯例，最靠近利特罗陨石坑的卫星坑将在月图上以字母标注在它的中心点旁边。
| 利特罗 | 纬度    | 经度    | 直径    |
| ------ | ------- | ------- | ------- |
| A      | 22.2° N | 32.2° E | 23 公里 |
| D      | 23.7° N | 32.8° E | 8 公里  |
| F      | 22.0° N | 34.1° E | 12 公里 |
| P      | 23.2° N | 32.8° E | 36 公里 |

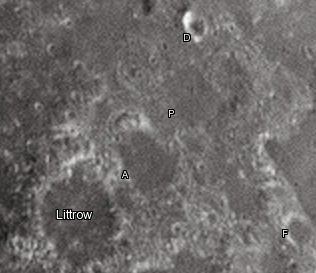
卫星坑图

- 卫星坑利特罗 B在1973年被国际天文学联合会更名为克勒克陨石坑；
- 卫星坑利特罗 D已被月球及行星观测者协会（ALPO）列入《内侧壁坡带有深色辐射纹的撞击坑列表》[5]。

## 飞船降落点
1973年12月11日，阿波罗17号挑战者号登月舱降落在利特罗陨石坑西南偏西约35公里处，月面坐标 20°11′27″N 30°46′18″E / 20.19080°N 30.77168°E。

## 另请参阅
- Andersson, L. E.; Whitaker, E. A. . NASA RP-1097. 1982.
- Blue, Jennifer. . USGS. July 25, 2007  [2007-08-05]. （原始内容存档于2012-04-08）.
- Bussey, B.; Spudis, P. . New York: Cambridge University Press. 2004. ISBN 978-0-521-81528-4.
- Cocks, Elijah E.; Cocks, Josiah C. . Tudor Publishers. 1995. ISBN 978-0-936389-27-1.
- McDowell, Jonathan. . Jonathan's Space Report. July 15, 2007  [2007-10-24]. （原始内容存档于2012-05-26）.
- Menzel, D. H.; Minnaert, M.; Levin, B.; Dollfus, A.; Bell, B. . Space Science Reviews. 1971, 12 (2): 136–186. Bibcode:1971SSRv...12..136M. doi:10.1007/BF00171763.
- Moore, Patrick. . Sterling Publishing Co. 2001. ISBN 978-0-304-35469-6.
- Price, Fred W. . Cambridge University Press. 1988. ISBN 978-0-521-33500-3.
- Rükl, Antonín. . Kalmbach Books. 1990. ISBN 978-0-913135-17-4.
- Webb, Rev. T. W.  6th revised. Dover. 1962. ISBN 978-0-486-20917-3.
- Whitaker, Ewen A. . Cambridge University Press. 1999. ISBN 978-0-521-62248-6.
- Wlasuk, Peter T. . Springer. 2000. ISBN 978-1-85233-193-1.